# 山口長男

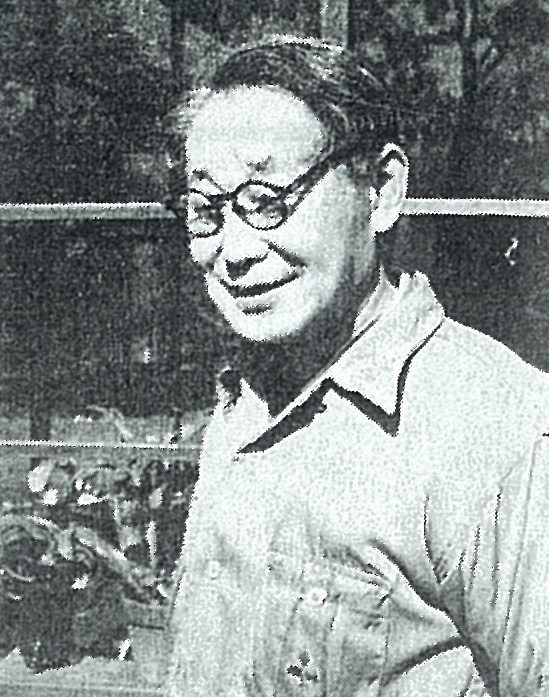
山口長男

山口 長男（やまぐち たけお、1902年11月23日 - 1983年4月27日）は、洋画家。日本の抽象絵画の先駆者である。武蔵野美術学園長を務めた。

## 来歴
京城府（現・韓国ソウル）出身。1921年に19歳で日本に来るまでを京城ですごした。
本郷洋画研究所で岡田三郎助に学び、20歳になった1922年、東京美術学校（現・東京藝術大学）に入学。1927年、同校卒業と共に渡仏。フランスではパブロ・ピカソ、ジョルジュ・ブラック、それに当時渡仏中だった佐伯祐三にも刺激を受ける。また、彫刻家のオシップ・ザッキンのアトリエにも出入りし、立体的な造形をも習得に努めた。戦後、二科展の再結成にあたり会員として参加し、1962年まで二科展1953年、日本アブストラクト・アート・クラブの創立に参加し、1954年に会員としてニューヨークでのアメリカ抽象美術展に出品。同年、武蔵野美術大学教授となる。1955年に第3回サンパウロ・ビエンナーレ、1956年に第28回ヴェネツィア・ビエンナーレの日本代表として出品、その後、グッゲンハイム賞美術展、チューリッヒ市立美術館の「現代日本の絵画展」など、国外での出品も広がる。1961年、芸術選奨文部大臣賞を受賞。
1982年、三雲祥之助の後任として、3代目の武蔵野美術学園学園長に就任。
典型的な作品は、黒系の地に黄土色または赤茶色系の大きな色面を配したもので、いわゆる「ハード・エッジ」の抽象絵画とは違い、温かみを感じさせる

## 代表作品
- 「劃-赤」（1968年）（島根県立美術館）
- 「脈」（1968年）（静岡県立美術館）
- 「作品」